# 2011-es Giro di Lombardia
A 2011-es Giro di Lombardia a 105. volt 1905 óta. A start ideje 2011. október 15. A verseny része a 2011-es UCI World Tour-nak.

## Csapatok
A 18 World Tour csapaton kívül 7 csapat kapott szabadkártyát, így alakult ki a 25 csapatos mezőny.
ProTour csapatok:
 AG2R La Mondiale •   Astana •   Movistar •   Euskaltel–Euskadi •   Garmin-Cervelo •   Lampre–ISD •   Liquigas–Cannondale •   Omega Pharma–Lotto •   Quick Step •   Rabobank •   HTC-Highroad •   Katyusa •   Team RadioShack •   Saxo Bank SunGard •   Sky Procycling •   BMC Racing Team •   Team Leopard-Trek •   Vacansoleil
Profi kontinentális csapatok:
 Acqua & Sapone •   Androni Giocattoli •   Colnago-CSF Inox •   Team Europcar •   Farnese Vini •   FDJ •   Geox-TMC • 

## Végeredmény
|    | Versenyző                 | Csapat                    | Idő        |
| -- | ------------------------- | ------------------------- | ---------- |
| 1  | Oliver Zaugg              | Team Leopard-Trek         | 6h 20' 02" |
| 2  | Daniel Martin             | Team Garmin–Cervélo       | + 8"       |
| 3  | Joaquim Rodríguez         | Katyusa                   | + 8"       |
| 4  | Ivan Basso                | Liquigas-Cannondale       | + 8"       |
| 5  | Przemysław Niemiec        | Lampre-ISD                | + 8"       |
| 6  | Domenico Pozzovivo        | Colnago-CSF Inox          | + 8"       |
| 7  | Giovanni Visconti         | Farnese Vini-Neri Sottoli | + 16"      |
| 8  | Philippe Gilbert          | Omega Pharma-Lotto        | + 16"      |
| 9  | Carlos Alberto Betancourt | Acqua & Sapone            | + 16"      |
| 10 | Riccardo Chiarini         | Androni Giocattoli        | + 16"      |

## Külső hivatkozások
- Hivatalos honlap